# Meersburg
Meersburg è una città di 6 142 abitanti del Baden-Württemberg situata nel sud-ovest della Germania sul Lago di Costanza.
È una famosa cittadina medioevale. La città bassa ("Unterstadt") e la città alta ("Oberstadt") sono riservate ai pedoni e collegate da due scalinate e da un percorso pedonale ("Steigstrasse").

## Storia

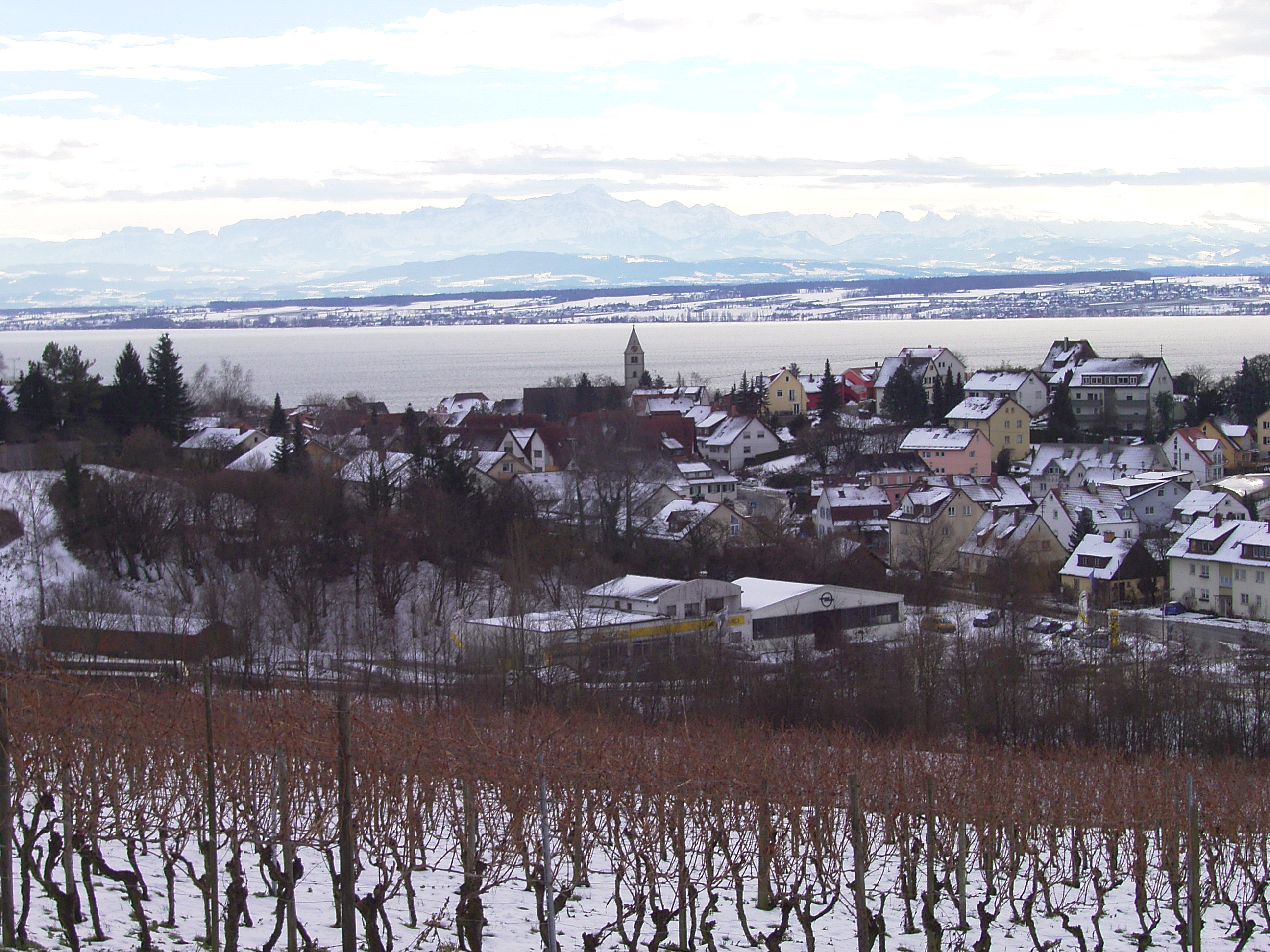
Meersburg e il lago di Costanza

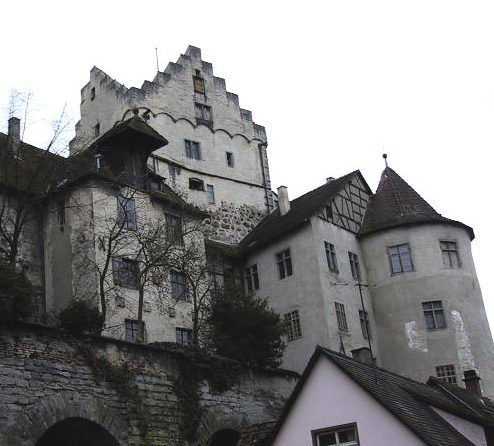
Il vecchio castello di Meersburg

Il nome della cittadina significa borgo sul mare e si riferisce al castello che, secondo una prima menzione risalente al 988 in un diploma di Ottone III, venne costruito intorno al 630 dal re merovingio Dagoberto I. Il comune ottenne lo status di libera città nel 1299, sebbene formalmente rimanesse nella giurisdizione della Diocesi di Costanza, molteplici furono i tentativi di rivolta dei cittadini di Meersburg per affrancarsi dall'ingerenza del vescovo di Costanza, fin quando non vennero sconfitti definitivamente nel 1458. Nel 1334 la città venne fatta oggetto d'assedio dall'esercito di re Ludovico il Bavaro, ma senza successo. Nel 1526, a seguito della riforma protestante la città di Costanza si era dichiarata libera città sotto l'Impero ed il castello vecchio di Meersburg venne eletto dall'allora vescovo di Costanza, Hugo von Hohenlandenberg, nuova sede vescovile. Durante la guerra dei trent'anni la città venne saccheggiata ripetutamente dall'esercito svedese. Tra il 1635 ed il 1636 il diffondersi dell'epidemia della peste ridusse il numero dei cittadini ad un sesto; è a questo periodo che si riferisce la pittoresca figura carnevalesca dello Schnabelgiere.

## Siti d'interesse
Meersburg è molto conosciuta per il suo castello antico o Burg Meersburg, ed il castello nuovo o Neues Schloss. Il castello antico fu, secondo alcune cronache svizzere, costruito dal re Merovingio Dagoberto I nel VII secolo. Esso fu dimora della poetessa tedesca Annette von Droste-Hülshoff negli ultimi otto anni della sua vita. Il castello nuovo venne edificato nel XVIII secolo come dimora del vescovo di Costanza. A seguito del processo di secolarizzazione, l'edificio venne adibito a diverse mansioni prima di diventare definitivamente un museo.
Si possono vedere anche due portoni medioevali, che sono ciò che rimane delle fortificazioni della città.

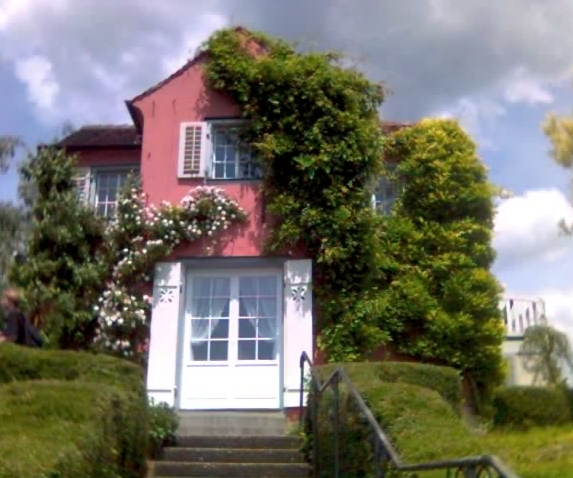
L'edificio di Annette von Droste Hülshoff su una collina in Meersburg (Fürstenhäusle) con il museo

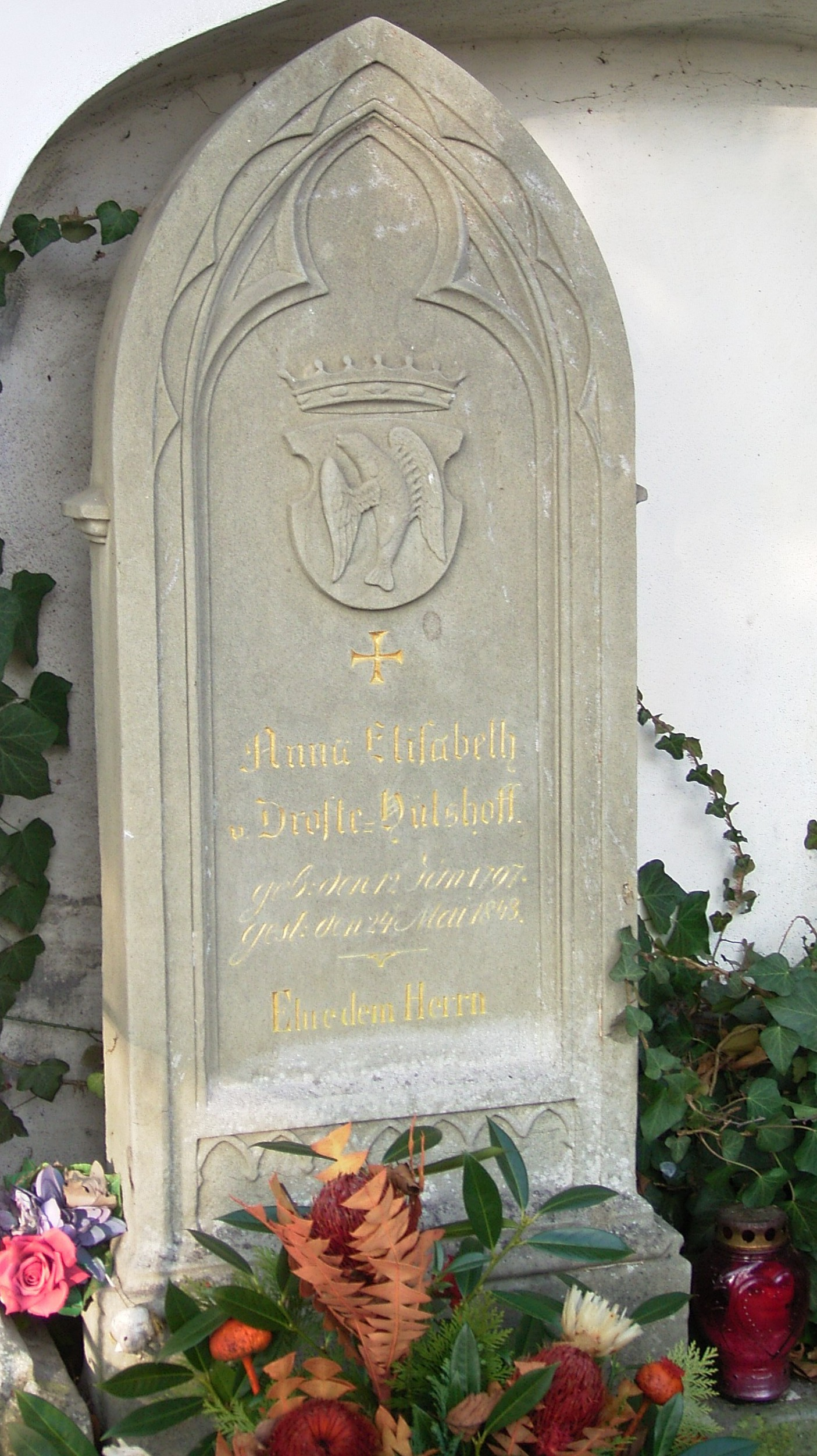
La tomba nel cimitero vecchio di Annette von Droste-Hülshoff

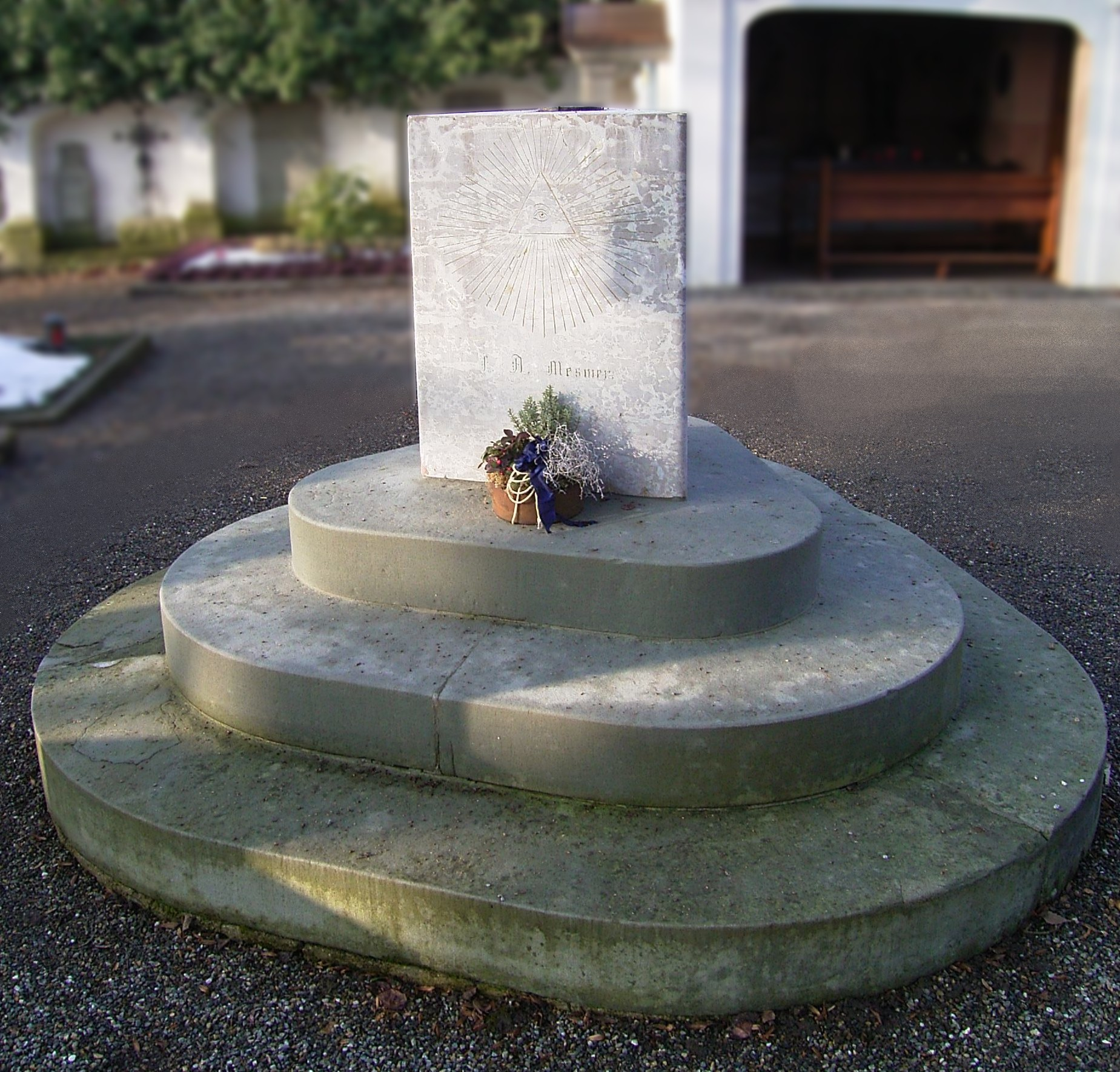
La tomba nel cimitero vecchio di Franz Anton Mesmer

## Amministrazione

### Gemellaggi

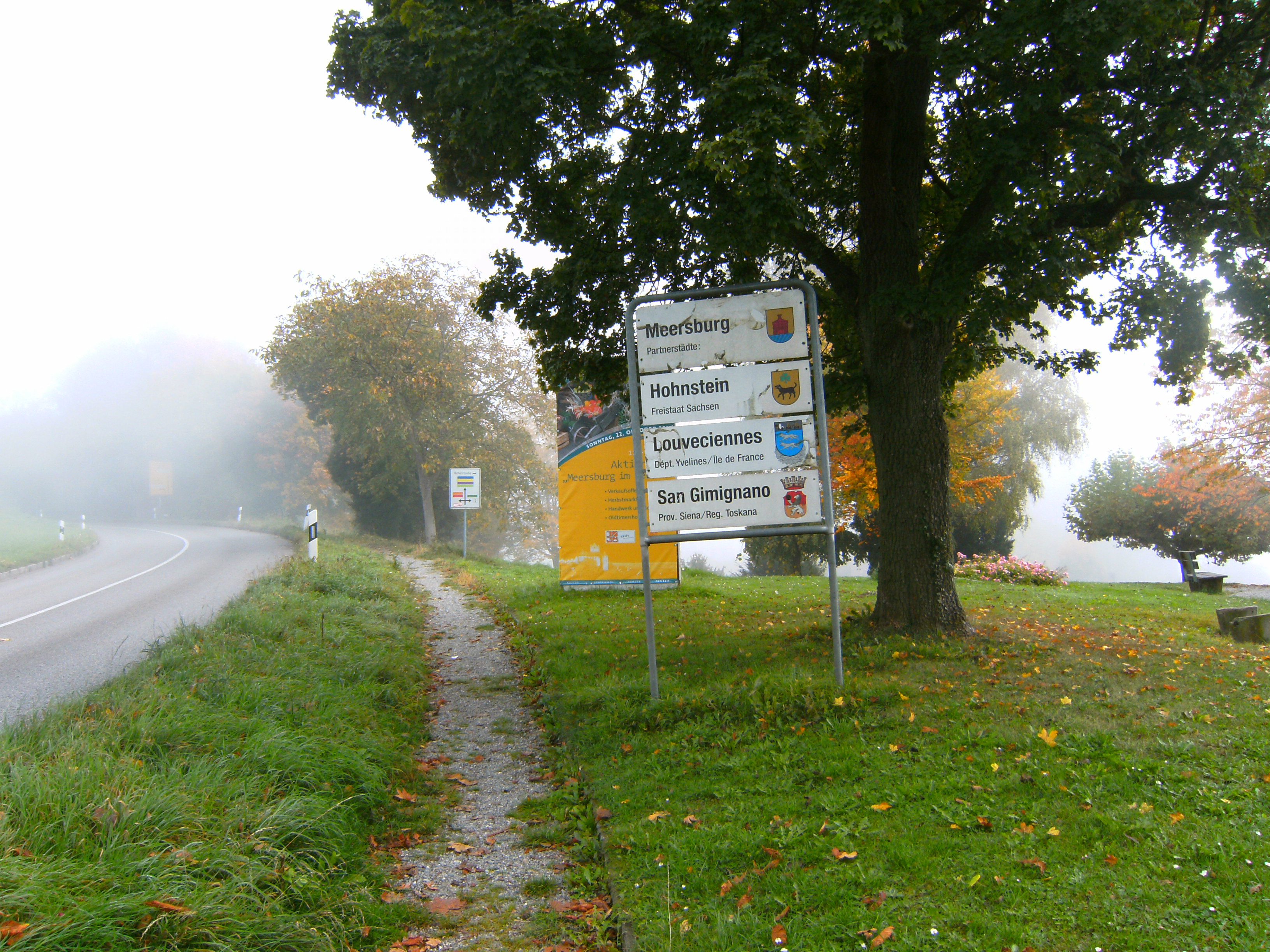
Meersburg, Bundesstraße 33, Dr.-Moll-Platz: Gemellaggio Meersburg–San Gimignano

- San Gimignano
- Louveciennes
- Hohnstein